# Kurt Mehlhorn

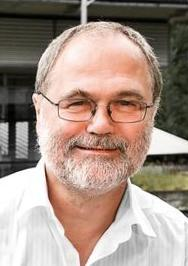
Kurt Mehlhorn, Direktor des Max-Planck-Instituts für Informatik an der Universität des Saarlandes (Foto: Manuela Meyer)

Kurt Mehlhorn (* 29. August 1949 in Ingolstadt) ist ein deutscher Informatiker und Hochschullehrer.

## Leben

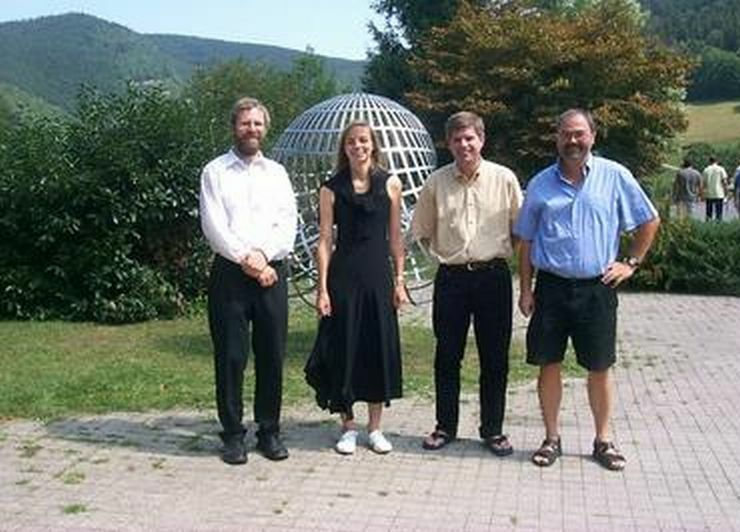
Von links: Torben Hagerup, Susanne Albers, David P. Williamson, Kurt Mehlhorn, Oberwolfach 2003

Kurt Mehlhorn studierte von 1968 bis 1971 Mathematik und Informatik an der Technischen Universität München und promovierte 1974 an der Cornell University in Ithaca (New York) bei Robert Lee Constable mit dem Thema „Polynomial and Abstract Subrecursive Classes“. Er ging anschließend an die Universität des Saarlandes in Saarbrücken und wurde 1975 zum Professor ernannt. Er ist seit 1990 Direktor am Max-Planck-Institut für Informatik in Saarbrücken und seit August 2016 im wissenschaftlichen Rat des Europäischen Forschungsrates. Von 2002 bis 2008 war er Vizepräsident der Max-Planck-Gesellschaft. Er gründete 1995 zusammen mit Stefan Näher und Christian Uhrig die Algorithmic Solutions Software GmbH, die sich unter anderem mit der Weiterentwicklung und dem Vertrieb der Softwarebibliothek LEDA (Library of Efficient Data Types and Algorithms) beschäftigt.
Er heiratete 1972 Ena Friedrichson und hat drei Kinder.

## Werk
Mehlhorn beschäftigt sich vor allem mit Datenstrukturen, Graphentheorie, Algorithmen, Komplexitätstheorie und der Erstellung von Programmbibliotheken.
Er wurde für seine Leistungen zusammen mit Günter Hotz und Wolfgang Paul 1987 mit dem Leibnizpreis ausgezeichnet.

## Veröffentlichungen
- 1977 Effiziente Algorithmen, Teubner
- 1984 Data Structures and Algorithms (3 Bände), Springer
- 1986 (mit Jacques Loeckx und Reinhard Wilhelm) Grundlagen der Programmiersprachen, Teubner
- 1999 (mit Stefan Näher) LEDA: A Platform for Combinatorial and Geometric Computing, Cambridge University Press
- 2008 (mit Peter Sanders) Algorithms and Data Structures: The Basic Toolbox, Springer

## Festschrift
- Susanne Albers (Hrsg.): Efficient algorithms : essays dedicated to Kurt Mehlhorn on the occasion of his 60th birthday, Berlin; Heidelberg; New York, NY: Springer 2009, ISBN 978-3-642-03455-8.

## Auszeichnungen und Mitgliedschaften (Auswahl)
- Gottfried-Wilhelm-Leibniz-Preis, Deutsche Forschungsgemeinschaft, 1987
- Humboldtpreis für Deutsch-Französische Kooperation, 1989
- Karl Heinz Beckurts-Preis, 1994
- Mitglied der Academia Europaea, 1995[3]
- Konrad-Zuse-Medaille für Verdienste um die Informatik, 1995
- Mitglied der Berlin-Brandenburgischen Akademie der Wissenschaften, 2001
- Ehrendoktorwürde der Fakultät für Informatik der Otto-von-Guericke-Universität Magdeburg, 2002
- Mitglied der Deutschen Akademie der Naturforscher Leopoldina, 2004[4]
- Ehrendoktorwürde der Universität Waterloo, 2006
- EATCS-Award der European Association for Theoretical Computer Science, 2010
- Paris-Kanellakis-Preis, 2010
- Korrespondierendes Mitglied der Bayerischen Akademie der Wissenschaften, 2012
- Erasmus Medal der Academia Europaea, 2014
- Ehrendoktorwürde der Universität Göteborg, 2014
- Mitglied der National Academy of Sciences, 2015
- Mitglied der Deutschen Akademie der Technikwissenschaften (Acatech)
- Ehrenmitglied der Gesellschaft zur Förderung des Forschungstransfers (GFFT)[5]